# Station Nowe Miasteczko
Station Nowe Miasteczko is een spoorwegstation in de Poolse plaats Nowe Miasteczko.